# Vieillir avec toi
Albums de Florent Pagny
Baryton. Gracias a la vida
(2012) Vieillir ensemble - Le live
(2014)
Singles
1. Les Murs porteurs 
Sortie : 17 juin 2013
2. Vieillir avec toi
Sortie : 14 octobre 2013
3. Le Soldat
Sortie : 4 février 2014
4. Combien de gens
Sortie : 26 mai 2014
5. Souviens-toi
Sortie : Novembre 2014

Vieillir avec toi est le 15e album studio de Florent Pagny et son 21e album discographique, sorti le 4 novembre 2013 chez Capitol Music France, dont la musique est entièrement composée et réalisée par Calogero.
Florent Pagny retrouve certains de ses auteurs et compositeurs habituels tels que Calogero et son frère Gioacchino Maurici, déjà compositeurs de Châtelet les Halles , Lionel Florence, auteur de ses grands succès comme Savoir aimer, Et un jour, une femme et Ma liberté de penser, Marc Lavoine, déjà présent sur Tout et son contraire ou Emmanuelle Cosso, présente régulièrement sur ses albums depuis Abracadabra. L'album sera certifié disque de diamant.
L'album se hisse, pour sa première semaine d'exploitation, devant Céline Dion et Eminem avec près de 43 000 exemplaires. Un petit exploit compte tenu des faibles ventes de ses albums depuis Baryton (2004) peinant à atteindre les 300 000 ventes.
Son lead single s'est hissé jusqu'à la 23e marche du top Single, ce qui ne lui était plus arrivé depuis 2006 avec Là ou je t'emmènerai. Ses singles n'ont pas vraiment été des succès commerciaux mais les diffusions radio, l'exposition médiatique grâce à The Voice et les (très) bonnes critiques (presse et consommateurs) ont fait de cet album un nouveau classique de la variété française. Un disque de diamant lui est décerné le 27 juillet 2015. En effet l'album s'est vendu à ce jour à 690 000 exemplaires.
L'album est resté classé plus de 100 semaines dans le top Album dont une à la première place et 32 non consécutives dans le top 10. Face à ce succès, une émission spéciale Florent Pagny fut diffusée le 24 mai 2014 avec comme invités, entre autres, Yannick Noah (avec lequel il interprétera en duo Ma liberté de penser, en référence à leur exil fiscal commun), Calogero et Indila. 3,64 millions de personnes étaient devant leur poste durant cette soirée.

## Liste des titres
| No  | Titre                         | Paroles            | Musique                       | Durée |
| --- | ----------------------------- | ------------------ | ----------------------------- | ----- |
| 1.  | Les Murs porteurs             | Christophe Cirillo | Calogero                      | 4:47  |
| 2.  | Combien de gens               | Marc Lavoine       | Calogero                      | 4:12  |
| 3.  | Vieillir avec toi             | Marie Bastide      | Calogero                      | 3:08  |
| 4.  | Le Soldat                     | Marie Bastide      | Calogero                      | 3:54  |
| 5.  | Après nous                    | Lionel Florence    | Calogero - Gioacchino Maurici | 4:48  |
| 6.  | Parle                         | Marie Bastide      | Calogero                      | 4:06  |
| 7.  | Condoléances                  | Lionel Florence    | Calogero                      | 3:23  |
| 8.  | On sera là                    | Marie Bastide      | Calogero                      | 2:58  |
| 9.  | Quand on est seul en décembre | Emmanuelle Cosso   | Calogero                      | 4:40  |
| 10. | Souviens-toi                  | Marie Bastide      | Calogero - Gioacchino Maurici | 4:52  |

L'édition limitée contient, en bonus, les quatre premiers titres en version acoustique, joués au piano par Calogero et aux guitares acoustiques par Michel Aymé.
| No  | Titre             | Paroles            | Musique  | Durée |
| --- | ----------------- | ------------------ | -------- | ----- |
| 11. | Les Murs porteurs | Christophe Cirillo | Calogero |       |
| 12. | Le Soldat         | Marie Bastide      | Calogero |       |
| 13. | Vieillir avec toi | Marie Bastide      | Calogero |       |
| 14. | Combien de gens   | Marc Lavoine       | Calogero |       |